# Eusarcus teresincola
Eusarcus teresincola is een hooiwagen uit de familie Gonyleptidae.